# Santa Maria de Tortellà
Santa Maria de Tortellà és un temple parroquial del municipi de Tortellà (Garrotxa) inclosa en l'Inventari del Patrimoni Arquitectònic de Catalunya.

## Descripció
L'actual edifici de Santa Maria de Tortellà data del segle xviii i es va bastir damunt d'una primitiva construcció d'època romànica. Disposa d'una ampla nau, amb teulat a dues aigües, disposat de quatre capelles laterals que als exteriors es tradueixen en gruixuts contraforts per tal de sostenir l'elevada i pesant volta central. El cimbori octogonal s'alça del creuer i la capçalera disposa d'un sol absis amagat per les dependències d'una gran sagristia.
Hi ha les restes de l'església romànica
De la primitiva construcció del segle xi queda la façana principal situada a ponent de l'actual església. Es pot apreciar l'antiga porta d'ingrés, avui cegada, formada per una gran arcada de mig punt ultrapassat. Damunt seu, un finestral fet de carreus molt ben tallats que no comunica amb l'interior del temple ui les restes de l'antiga espadanya de doble obertura.
A l'interior del temple trobem un seguit de decoracions pictòriques del segle xx.

## Història
Els tortellanencs abraçaren el cristianisme als voltants del segle IV i de seguida degueren construir un local senzill per celebrar-hi les cerimònies religioses. El primer temple, molt petit, segons F. de Zamora fou edificat possiblement al segle VIII i ocupava poc més del presbiteri de la present església. Es posà sota l'advocació de la Mare de Déu. La documentació més antiga sobre l'església de Santa Maria de Tortellà data de principis del segle xi, de l'any 1004, quan el Bisbe de Girona, Ot, reclamà als Senyors de Sales, Oriol de Tortellà, la possessió de les esglésies d'Argelaguer, Sadernes i la citada com a " Santae Mariae de Torteliano", grafia que fou posteriorment modificada, de manera que a documents del segle xiv la denominació de la població era "Tortayano". L'oriol va dir que els seus avantpassats les posseïen des de més de cent anys enrere, però sense jurar que fossin seves, va reconèixer que les esmentades parròquies devien pertànyer al Bisbat.
Cap al segle xiii, damunt de l'anterior se'n construí un altre de més gran i d'estil romànic que abraça el presbiteri i una bona part de l'edifici actual. Estava orientat cap a ponent, i tenia la porta forana a la part de darrere del temple d'avui dia, lloc on encara es pot veure l'arc de mig punt construït amb pedra de Girona.
Al final del segle xvii a l'altar major es venerava la Mare de Déu amb el nom de Santa Maria, i dels quatre altars laterals eren dedicats al Sant Crist, a santa Llúcia (on es trobaven també les imatges de sant Sebastià i de sant Roc), a santa Rosa (hi havia també la imatge de la Mare de Déu dels Dolors) i a la Mare de Déu del Roser. A l'entrada i a l'interior, tant al passadís central com als altars, hi havia tombes dels cavallers (Bellpuig, Guixeres, Saxà...), de sacerdots de Tortellà (Pere Fonoses, Salvi Casadevall, Jeroni Tarré...) i d'algunes famílies riques (Duran, Santaló...). La Tomba més important era la dels nobles Alemany de Bellpuig, construïda al principi del segle xv; estava situada al presbiteri, al costat de l'evangeli de l'altar, amb una llosa de pedra es trobava una escala amb graons de pedra que donava a un recinte en el qual, a dreta i esquerra, hi havia les sepultures dels senyors i llurs familiars. El darrer senyor enterrat allí fou en Carles Alemany de Bellpuig i Fontanella, baró de Tortellà, l'any 1721. Fins als voltants de l'any 1790 a l'entrada de l'església hi hagué una ossera de pedra d'aquesta família.
L'augment constant de població va empetitir el recinte de l'església romànica i comportà que a mitjan segle xviii (1787-1796) es decidís edificà el temple actual d'estil neoclàssic, que satisfés les necessitats del poble i donés resposta al fort creixement poblacional, des de principis de segles es va triplicar segons "Cens de Floridablanca". Moltes de les tombes familiars es van respectar i romangueren fins a l'any 1955, en què es va emmosaicar i malauradament, es destruïren totes. En una pedra que hi ha a la part posterior de l'edifici, s'hi troba gravada la data de 1756, cosa que pot portar a l'error, perquè no assenyala pas l'any que es va començar la construcció de l'actual església, sinó quan s'obrí una porta a la façana del temple romànic que possiblement donava a l'escala del campanar. L'augment constant de població va empetitir el recinte de l'església i comportà la decisió de construir-ne una de nova mès gran per satisfer les necessitats del poble.
Notícies, cartes o notes que tenim de la construcció de la nova església d'estil neoclàssic:
"Al mes de abril del any 1787 se posa la primera pedra de la nova Iglesia de Tortellà en la cantonda de sol ixent y del costat de la plaça y en el centro de ella se posa una ampolla de vidra amb monedes y escripturas. Se ha continuat obra fins lo mes de octubre de 1796 en qual mes lo Reverent Francsico Vergés presbítero administrador que era legit dona comptes legítimament com consta amb firma. Se troba haverse gastat ab diner efectiu 13188 lliures 13 sous 2 diners sens contar lo que los parroquians han contribuït ab traginers, etc"
"Convingut ab junta General del Poble y llisensia de la Illma".
"Als 16 de octubre de 1796 lo sobre escrit Sacristà de Tortellà ab llisensia del Reverent Vicari General D. Juan Borras, benei la nova Iglesia de Tortellà y despues de dita benediccio se canta un Ofici Solemne ab musica y Santissim patint y ab ell se feu profesó ab gran alegria dels devots".
Aquesta obra es va dur a terme sobre l'esforç i pròpies tasques de tots els tortellanencs, i per això el dia 3 de maig de 1973 l'Ajuntament de Tortellà escriu dues cartes a En Carles, rei d'Espanya, explicant-li en ambdues que s'està construint una església nova i que manquen diners: en la primera es sol·licita al Rei que es puguin assignar a les obres els cabals que l'Ajuntament obtindrà a partir de l'1 de gener de 1794 de l'arrendament de "meson, carniceria, panaderia, tienda y gavella" del poble de Tortellà; en la segona se li demana que En Pau d'Ortafà, baró de Tortellà, contribuexi anyalment amb una part de les 600 lliures que obté cada any dels delmes del poble, i així mentre duri la construcció de l'església.
Primera carta:
"... que con motivo de haberse aumentado la población y no haber más que una Iglesia muy antigua y reducida, tal que apenas podía caber en ella la mitad de la gente, se vio en la precisión e indispensable necesidad de formar algún proyecto para la fabrica de una nueva Iglesia Parroquial. A este efecto se convocaron los vecinos de la villa y penetrados de los sentimientos más vivos de Religión y piedad, unánimemente convinieron en contribuir en cuanto les fuese posible según sus respectivos haberes y fortuna. Efectivamente, con las caritativas contribuciones de los moradores pudo principiarse la obra, lo que hoy en día se halla en este estado, a saber: Formadas las paredes de los lados y trasera, en cuyo recinto se halla la Iglesia vieja, parte de la cual ha sido indispensable derruir quedando por lo mismo más reducida e indecente para el culto divino, faltando todavía la formación del Frontispicio, todas las obras interiores, la Torre del Campanario con la cubierta de la mitad de la Iglesia y los adorno que indispensablemente deben colocarse en las capillas o altares... A Vuestra altea humildemente suplica que en razón de los motivos y circunstancias sobre indicadas se digne conceder licencia y facultad al Ayuntamiento de la villa de Tortellà para poder aplicar los réditos de los Emolumentos de mesón, panadería, carnicería, tienda y gavella a la fabrica de la Iglesia hasta quedar totalmente concluida y adornada, satisfechos empero anualmente y ante de todo los derechos de los referidos Emolumentes tocantes al Real Erario y demás cargas a que está sujeto el Común, cuya gracia espera de la soberana piedad de Vuestra alteza". Tortellà 3 de mayo de 1973, Firmado: Jacinto Palom i Macià, baile: Francisco Manella, regidor decano; Ramon Pelegrí, regidor; Audal Sabater, regidor; Antonio Duran, diputado; Miguel Pujals, síndico; José Santaló, diputado".
Segona carta:
"... que con motivo de haberse cuasi doblado la población de Tortellà a causa de los desvelos de sus vecinos en fomentar la Industria Nacional en los ramos de Fàbricas y Comercio, y no habiendo más en esta villa que una pequeña y reducida iglesia reedificada en lo antiguo en las que apenas puede caber la mitad de los moradores se vio el pueblo en la precisión de construir Iglesia nueva proporcionada a la población... que se empezó seis años atrás y en la que faltan dos terceras partes con obras interiores y adornos correspondientes... Por tanto lleno de confianza a Vuestra Alteza humildemente suplica que en atención a los motivos que se exponen se sirva Vuestra Alteza acordar providencia que sea de su soberano agrado para que D. Pablo Ortafá Alemany de Bellpuig i Ros, residente en el dia en la ciudad de Barcelona, contribuya en la cuarta décima de los réditos que percibe de la villa y témino de Tortellà o con aquella cantidad que estime competente Vuestra Alteza hasta quedar concluida en todo la fabrica de la Iglesia, satisfaciendo también aquello que debía y le correspondía en los seis años que se halla empeada la obra sin haber contribuido en cosa alguna, como así lo espera de la soberana justificación de Vuestra Altezay además es conforme a justícia. Tortellà 3 de mayo de 1793" (Firmen els mateixos de la carta anterior)
Poc després d'haver rebut les cartes, el Rei ordena al corregidor de Girona que:"... tomeis noticias de personas inteligentes del estado en que se halla fabrica de la Iglesia de la citada villa de Tortellà, informeis con que facultades y formalidades ha procedido el Ayutntamiento de esta villa en la construcción de la obra, con que caudales, si es sólida la que se ha hecho, que fondos tiene la fabrica de la Iglesia, quienes son los partícipes en diezmos y en que cantidad, con todo lo demás que se os ofreciere y pareciere". El corregidor de Girona va fer el seu informe al Rei el dia 7 de setembre de 1793, indicant que "... lo que faltaba para la conclusión de la citada Iglesia y su adorno interior i exterior estaba regulado en 165.250 reales de ardites"
Aquest expedient romangué estancat, i al cap de dos anys, <<nuestro consejo>> (del Rei) "... manda se diese orden al Reverendo Obispo de Gerona para que en el supuesto de heberse procedido con su anuencia a dar principio a la obra de la Iglesia de Tortellà y serle constante la necesidad que tenía el Pueblo de que aquella se finalizase, viese lo que se podía contribuir por su parte para tan piadoso objeto, excitando la voluntad de los interesados en diezmo y la de cualquiera otros bienhechores...". (El bisbe de Girona n'informà el 15 de gener de 1797).
La resolució reial tingué lloc vuit mesos després, mitjançant un escrit al Corregiro de Girona:
"D. Carlos por la Gracia de Dios, Rey de Castilla, de León, de Aragón, de las dos Sicilias, de Jerusalem, de Navarra, de Granada, de Toledo, de Valencia, de Galicia, de Mallorca, de menorca, de sevilla, de Cerdeña, de Córdoba, de Córcega, de Murcia, de Jaén y Señor de Vizcaya;... Por la cual aplicamos para la prosecución de la fábrica y adornos que faltan a la Iglesia de esta villa de Tortellà los sobrantes de los arrendaminetos del mesón, panadería, carnecería, tienda y gavella, después de satisfacer los Reales Derechos y cargas legítimas, a cuyo efecto queremos que el Baron de la expresada villa D. Pablo Ortafá contribuya anulamente con 150 libras catalanas; las cuales en caso de resistencia se le embarguen de la parte o porción de diezmos que le correspnden de esta feligresia. Y en su consecuencia os mandamos que siendo requerido con esta nuestra carta y sin pasar a la citada villa de Tortellà, hagais se cumpla y execute cuanto en la misma se ordena. Que asi es nuestra voluntad. Dada en Madrid a 5 de octubre de 1797". (Firmat per: "Pte. Obispo de Salamanca; D. Juan Antonio Pastoret; D. Benito Puente; D. Pedro Carrasco; el Conde del Pinar; D. Manuel Antonio de Santisteban secretario del Rey Nuestro Señor")
Resum i anàlisi dels fets i documents anteriors:
a.- El mes d'abril de 1787 es posà la primera pedra de l'església i es va consagrar el dia 16 d'octubre de 1796; és a dir, la construcció es perllongà 9 anys. L'última data ens indica que l'edifici era cobert, que ja s'hi podia estar a dins, però mancaven les obres interiors i d'altres d'exteriors, com ens ho confirmen les següents notícies: l'any 1799 el senyor de bellpuig encara contribuïa amb 150 lliures anyals per a l'acabament del temple; al 1808 Jacint Palom i Macià dona 200 lliures daurar i adornar l'altar del Roser; al 1817 Joan Molleres, paraire, en el seu testament deixa 10 lliures per ajudar a daurar l'altar de Sant Joan, i en aquest mateix any Teresa Santaló i Galcerán fa donació a l'església de Tortellà de 1.600 lliures, "1.000 per a invertir-les en lo altar major i 600 per a comprar una custòdia".
Els interiors corresponen a la restauració efectuada després de la guerra civil (1936-1939).